# Selago immersa
Selago immersa är en flenörtsväxtart som beskrevs av Robert Allen Rolfe. Selago immersa ingår i släktet Selago och familjen flenörtsväxter. Inga underarter finns listade i Catalogue of Life.